# AVE

AVE logo

Karta över det spanska normalspåriga järnvägsnätet som trafikeras av AVE.

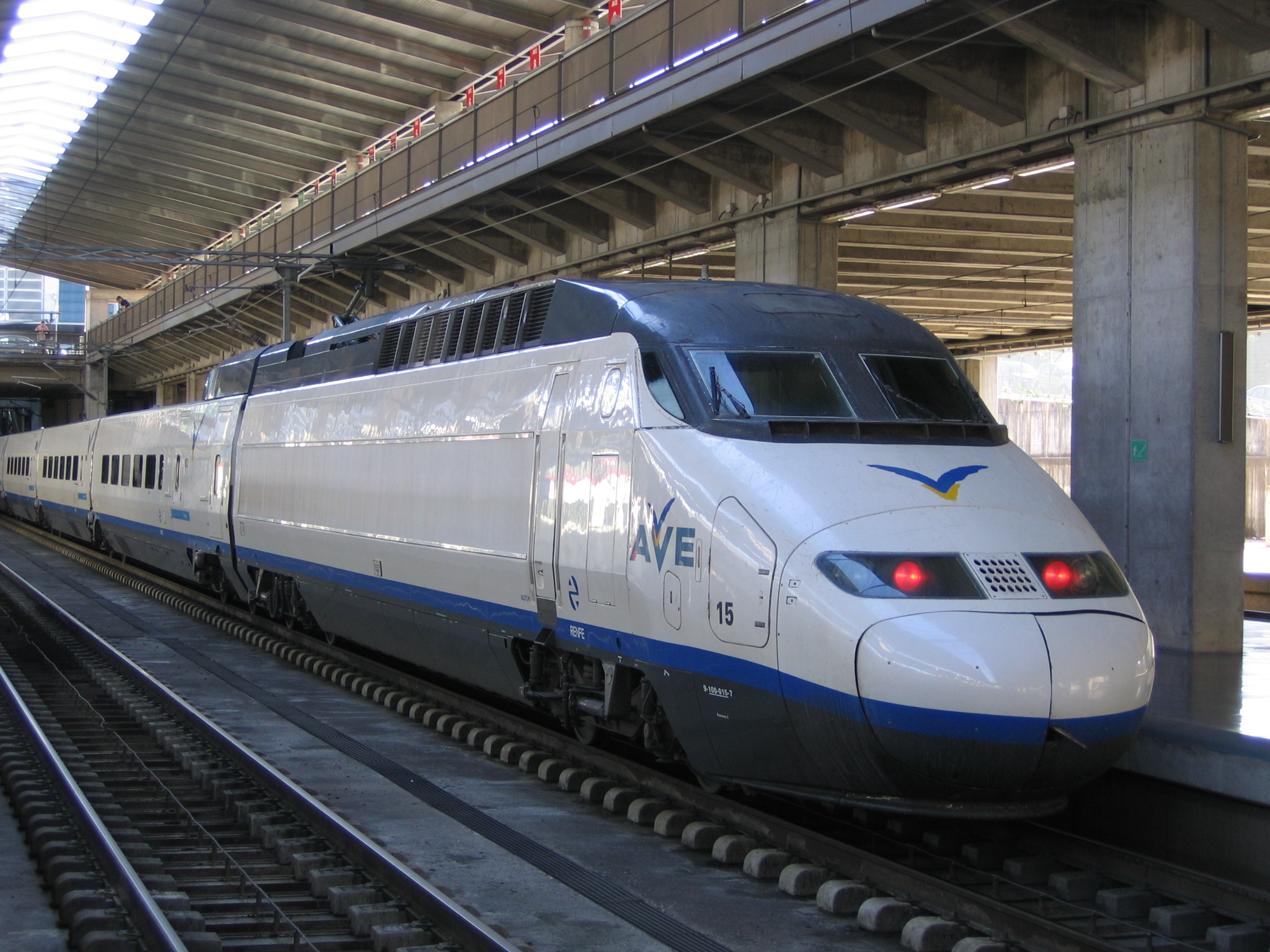
Den spanska varianten av TGV-A i staden Córdoba

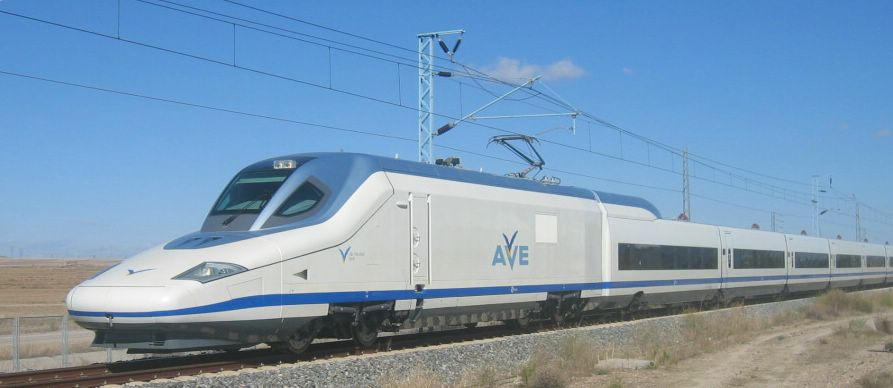
Talgo-350

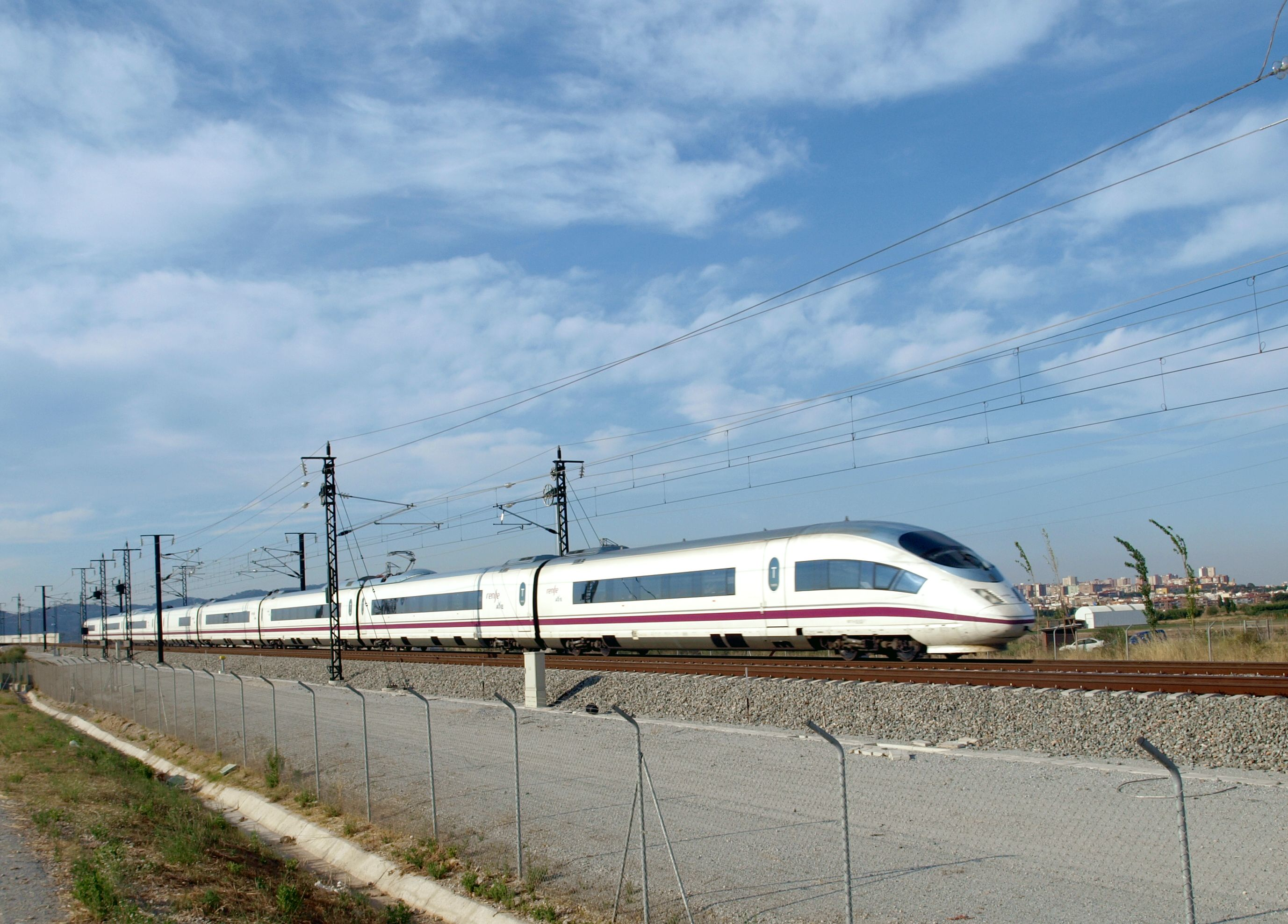
ICE3-Velaro

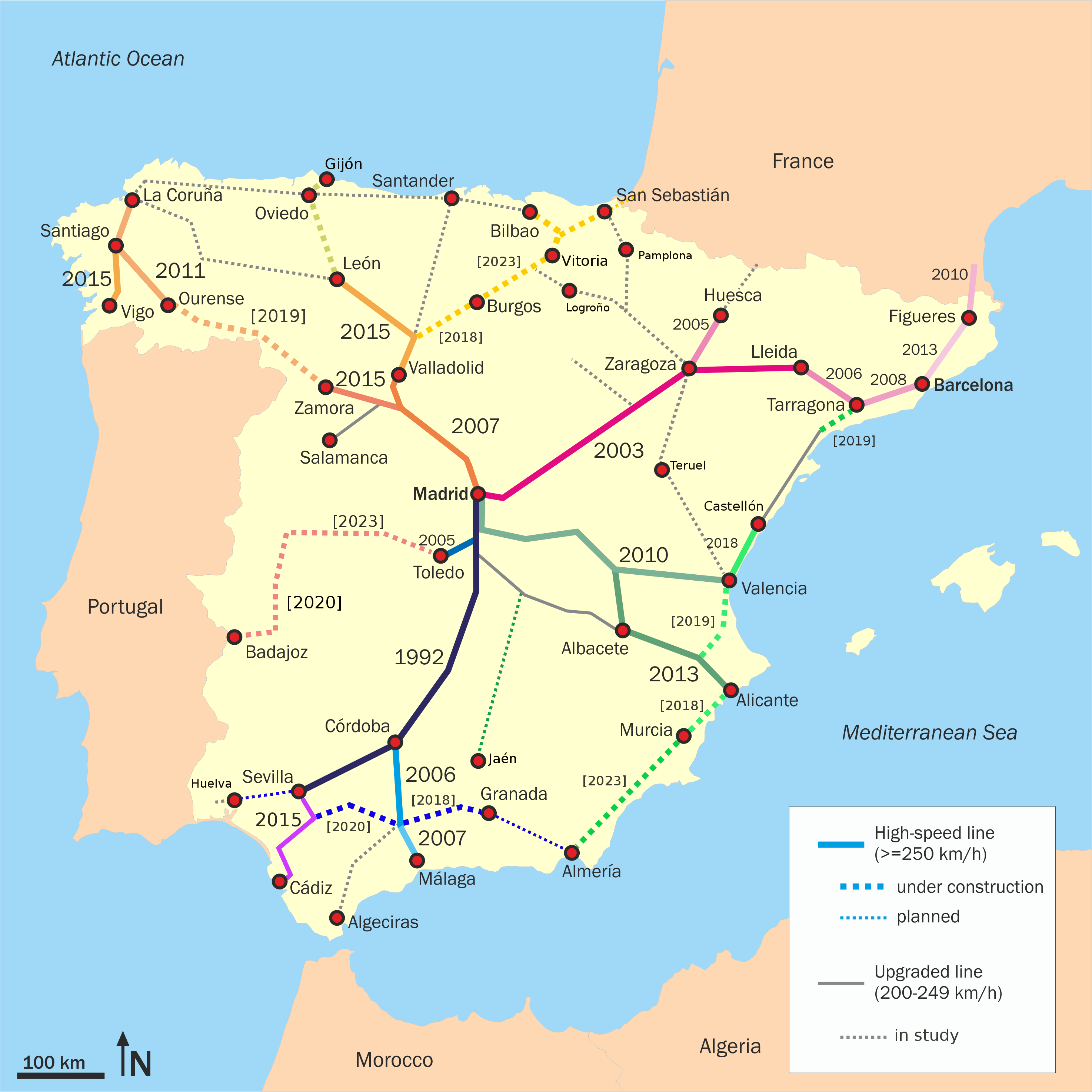
Karta över det spanska linjenätet för höghastighetståg

AVE, (Alta Velocidad Española, ung. spanska höghastigheten) är det kommersiella varumärket för de spanska höghastighetstågen i trafik för Renfe, det avser endast de tåg som uppnår hastigheter om 300 km/h eller mer. AVE skall inte förväxlas med det spanska höghastighetsjärnvägsnätet som betecknas LAV (Líneas de Alta Velocidad) och som även inbegriper linjer som inte trafikeras av AVE. Utöver AVE trafikeras höghastighetslinjerna även av en rad andra varianter av tåg, dessa är registrerade under sina egna varumärken, bland vilka Avant (regionaltåg) samt Alvia (höghastighetståg som använder sig av spårviddsväxlare vid passage mellan höghastighetslinjer och övriga linjer) är de vanligast förekommande. På senare tid har även lågprismärken som AVLO (AVEs egna lågprisvariant) och franska Ouigo lågprisvariant av TGV). I slutet av år 2022 kommer även italienska IRYO göra entré. 

## Teknik
AVE (varumärkeskonceptet) är en vidareutveckling av franska TGV varför de första tågsätten som köptes in och senare tillverkades på licens var av typen TGV-A.
Järnvägslinjerna har dock byggts med tysk teknologi med hjälp av tyska konsulter inhyrda från Deutsche Eisenbahn-Consulting GmbH (DEC). Nästan samtliga tekniska installationer är av tysk modell, bland annat signalsystemet LZB (Linienzugbeeinflussung) som används på linjen mellan Madrid och Sevilla. Till skillnad från Spaniens traditionella järnvägsnät som är bredspårigt (1 668 mm) och elektrifierat med 3 kV likspänning, är de linjer som trafikeras av AVE konstruerade med normalspårvidd (1 435 mm) samt elektrifierade med 25 kV växelspänning.
De linjer som öppnats sedan 2007 trafikeras med en variant av tyska ICE3 som går under namnet Velaro samt av spanska Talgo-350. Velaro som har en effekt på 8 800 kW satte i juli 2006 nytt hastighetsrekord för kommersiella tågsätt med 403,7 km/h. Talgo-350 har den lägre effekten 8.000 kW men bättre accelerationsegenskaper varför tåget främst används till avgångar med flera mellanliggande stopp. Den kommersiella maxhastigheten är 310 km/h. Efter det att linjen Madrid-Sevilla öppnat har man dock valt att bygga efter specifikationer som medger kommersiell trafik i 350 km/h på de linjer som skall användas endast för passagerartrafik. För kommersiell trafik i hastigheter över 300 km/h krävs signalsystemet ERTMS nivå 2 vilket togs i bruk i december 2011 då en mindre hastighetsökning till 310km/h infördes samtidigt som tidtabellen justerades.

## Vagnpark

### TGV-A
Tågen som i Spanien betecknas serie 100 trafikerar linjen Madrid-Sevilla. De första fyra tågsätten samt loken till de nästa fyra tillverkades i Frankrike medan resterande tågsätt licenstillverkats i Spanien. Totalt byggdes 24 tågsätt varav 6 anpassade till spansk spårvidd (serie 101), dessa trafikerade tidigare linjen Barcelona-Alicante under namnet Euromed men flyttades till linjen Barcelona-Paris efter att ha genomgått en totalrenovering och anpassats till standardspårvidd. Tågen är tekniskt i det närmaste identiska med deras franska motsvarighet men har flera skillnader i övrigt.

### Siemens Velaro
Tågen som i Spanien betecknas serie 103 trafikerar linjen Madrid-Barcelona samt Madrid-Malaga. För den spanska marknaden tillverkar Siemens en modifierad version av ICE3 kallad Velaro E anpassad för kommersiell trafik upp till 350 km/h. Den har bland annat den högre effekten 8.800 kW, vanliga ICE3 har effekten 8.000 kW. Velaro E är även tyngre samt har en högre topphastighet än ICE3.

### Talgo-350
Tågen som i Spanien betecknas serie 102/112 trafikerar linjerna Madrid-Barcelona, Madrid-Valladolid samt Madrid-Malaga. Talgo-350 byggs av den spanska tågtillverkaren Talgo och är Spaniens första inhemska höghastighetståg. Namnet 350 syftar på hastigheten 350 km/h vilket var tågets tilltänkta maximala kommersiella hastighet. Efter utvärdering har hastigheten dock begränsats till 330 km/h. Talgo-350 har en kontinuerlig effekt på 8.000 kW samt en vikt på 322 ton, detta ger tåget den specifika effekten 24,7 kW/ton vilket är mycket högt för ett höghastighetståg. Eftersom tåget har goda accelerationsegenskaper används det till avgångar med uppehåll längs linjerna.

## Linjenätet
Linjenätet är drygt 2 200 km och används enbart för passagerartrafik med undantag för delar av sträckan mellan Barcelona och Franska gränsen som även trafikeras av godståg. Nätverket utgörs idag av sex linjer som alla utgår från Madrid. Dessa linjer tillsammans med de framtida höghastighetsjärnvägarna till Baskien och Galicien kommer att utgöra själva stamnätet som enbart ska användas för passagerartrafik med höghastighetståg. Alla övriga linjer undantaget Barcelona-Valencia samt Sevilla-Granada byggs med avsikten att nyttjas av både höghastighetståg och godståg samt på några linjer även pendeltåg. Eftersom höghastighetsjärnvägar är oerhört dyra att bygga kommer nätverket att kompletteras med järnvägslinjer som renoveras och konverteras till europeisk standardspårvidd så att AVE ska kunna trafikera även dessa.
| Linje             | Öppnad | STH      |
| Madrid-Sevilla    | 1992   | 300 km/h |
| Madrid-Málaga     | 2007   | 300 km/h |
| Madrid-Valladolid | 2007   | 300 km/h |
| Madrid-Barcelona  | 2008   | 310 km/h |
| Madrid-Valencia   | 2010   | 300 km/h |
| Madrid-Alicante   | 2013   | 300 km/h |

## Punktlighet
AVE hade år 2010 näst japanska Shinkansen (med 99% av tågen i tid) världens mest punktliga höghastighetstrafik med 98,54% av tågen i tid före övriga länder som sydkoreanska KTX (93,7%), franska TGV (92,5%), eurostar (91,6%), italienska Trenitalia (87%) och tyska ICE (79%). För att kunna garantera en punktlig trafik har tidtabellen en buffert (restiden som anges är längre än vad det under normala förhållanden tar) vilket gör att tågen kan bli försenade utan spräcka tidtabellen, det är därför vanligt att tågen anländer före utsatt tid. Det är mer regel än undantag att tågen anländer mellan 5 och 10 minuter före tidtabellen och i enstaka fall 15-20 minuter. På sträckan Madrid-Barcelona är bufferten omkring 20 minuter för direkttågen medan den för tåg med uppehåll längs sträckan är på hela 30 minuter.
För sträckan Madrid-Sevilla anges i tidtabellen 2 tim 20 min men restiden anges 2 tim 15 min i alla andra sammanhang, det är dock inte ovanligt att tågen avverkar sträckan på under 2 tim 10 minuter. På linjen Madrid-Sevilla utgår full ersättning om tåget är mer än 5 minuter försenat, på övriga linjer gäller 30 minuter men även på dessa kommer resegarantin om 5 minuter att införas när systemet är inkört.

## Förbindelse och restider med AVE
| Destination                            | Restid         | Sträcka/medelhastighet                                                                    | Antal tåg per vardag och riktning som stannar på båda stationer |
| -------------------------------------- | -------------- | ----------------------------------------------------------------------------------------- | --------------------------------------------------------------- |
| Madrid - Barcelona direkt              | 2 tim, 30 min. | 621,30 km / 248,52 km/h                                                                   | 10                                                              |
| Madrid - Barcelona med samtliga stopp  | 3 tim, 23 min. | Sträckan är något längre än för direktågen och medelhastigheten beroende av antalet stopp | 16 (restiden varierar beroende på antalet stopp)                |
| Madrid - Valencia direkt               | 1 tim, 38 min. | 391,0 km / 239,39 km/h                                                                    | 13                                                              |
| Madrid - Alicante direkt               | 2 tim, 5 min.  | 486,0 km / 233,3 km/h                                                                     | 2                                                               |
| Madrid - Alicante med samtliga stopp   | 2 tim, 25 min. | 486,0 km / 201,1 km/h                                                                     | 7                                                               |
| Madrid - Sevilla direkt                | 2 tim, 20 min. | 471,29 km / 201,55 km/h                                                                   | 3                                                               |
| Madrid - Sevilla med samtliga stopp    | 2 tim, 35 min. | 471,29 km / 182 km/h                                                                      | 20 (restiden varierar beroende på antalet stopp)                |
| Madrid - Málaga direkt                 | 2 tim, 30 min. | 512,53 km / 205,01 km/h                                                                   | 4                                                               |
| Madrid - Málaga med samtliga stopp     | 2 tim, 55 min. | 512,53 km / 175 km/h                                                                      | 10 (restiden varierar beroende på antalet stopp)                |
| Madrid - Valladolid direkt             | 0 tim, 56 min. | 179,60 km / 192,43 km/h                                                                   | 2                                                               |
| Madrid - Huesca med samtliga stopp     | 2 tim, 5 min.  | 385 km / 185 km/h                                                                         | 2 (restiden varierar beroende på antalet stopp)                 |
| Barcelona - Sevilla med samtliga stopp | 5 tim 25 min.  | 1079,82 km / 199,35km/h                                                                   | 2                                                               |
| Barcelona - Sevilla med ett stopp      | 4 tim 50 min.  | 1079,82 km / 223,41km/h                                                                   | säsong                                                          |
| Barcelona - Malaga med samtliga stopp  | 5 tim 30 min.  | 1122,06 km / 204,01 km/h                                                                  | 2                                                               |

### De snabbaste förbindelserna
| Destination            | Restid         | Sträcka/medelhastighet | Antal tåg per vardag och riktning som stannar på båda stationer |
| ---------------------- | -------------- | ---------------------- | --------------------------------------------------------------- |
| Guadalajara - Zaragoza | 0 tim, 57 min. | 242,30km/ 255,05km/h   | 3                                                               |
| Madrid - Barcelona     | 2 tim, 30 min. | 621,30km / 248,52km/h  | 10                                                              |
| Ciudad Real - Zaragoza | 1 tim, 51 min. | 458,10km / 247,60 km/h | 2                                                               |
| Madrid - Valencia      | 1 tim 38 min.  | 391,0km / 239,39 km/h  | 13                                                              |
| Puertollano - Zaragoza | 2 tim, 06 min. | 497,11km / 236,72km/h  | 1                                                               |

## Nuvarande linjer

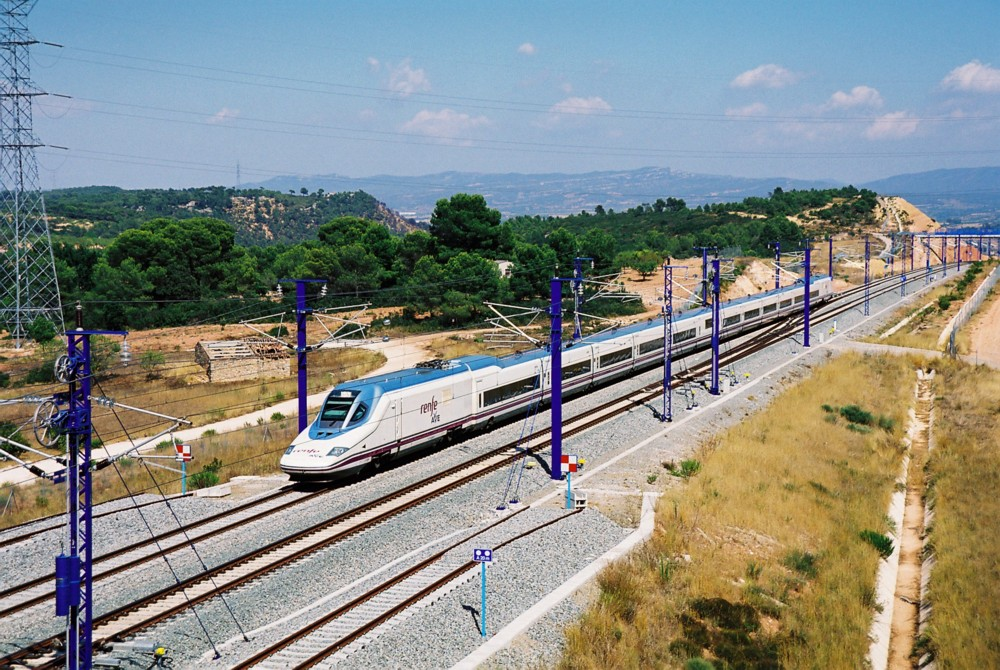
Talgo-350 vid Montblanc mellan Tarragona och Lleida

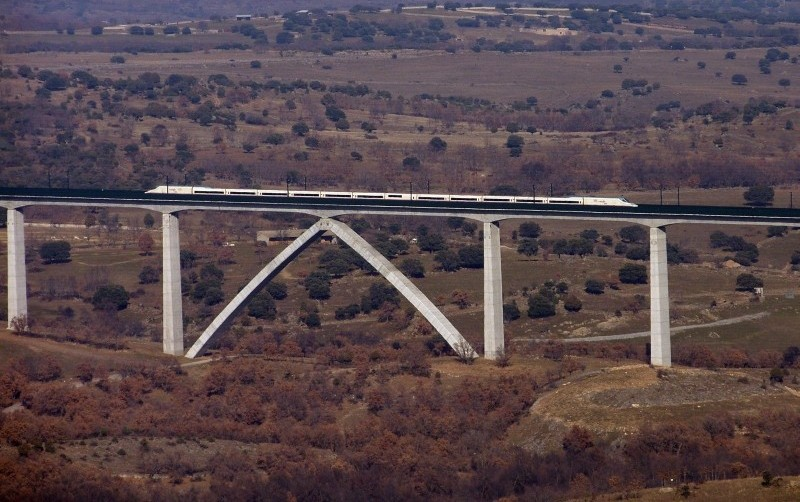
Viadukten Arroyo del Valle 3 mil norr om Madrid

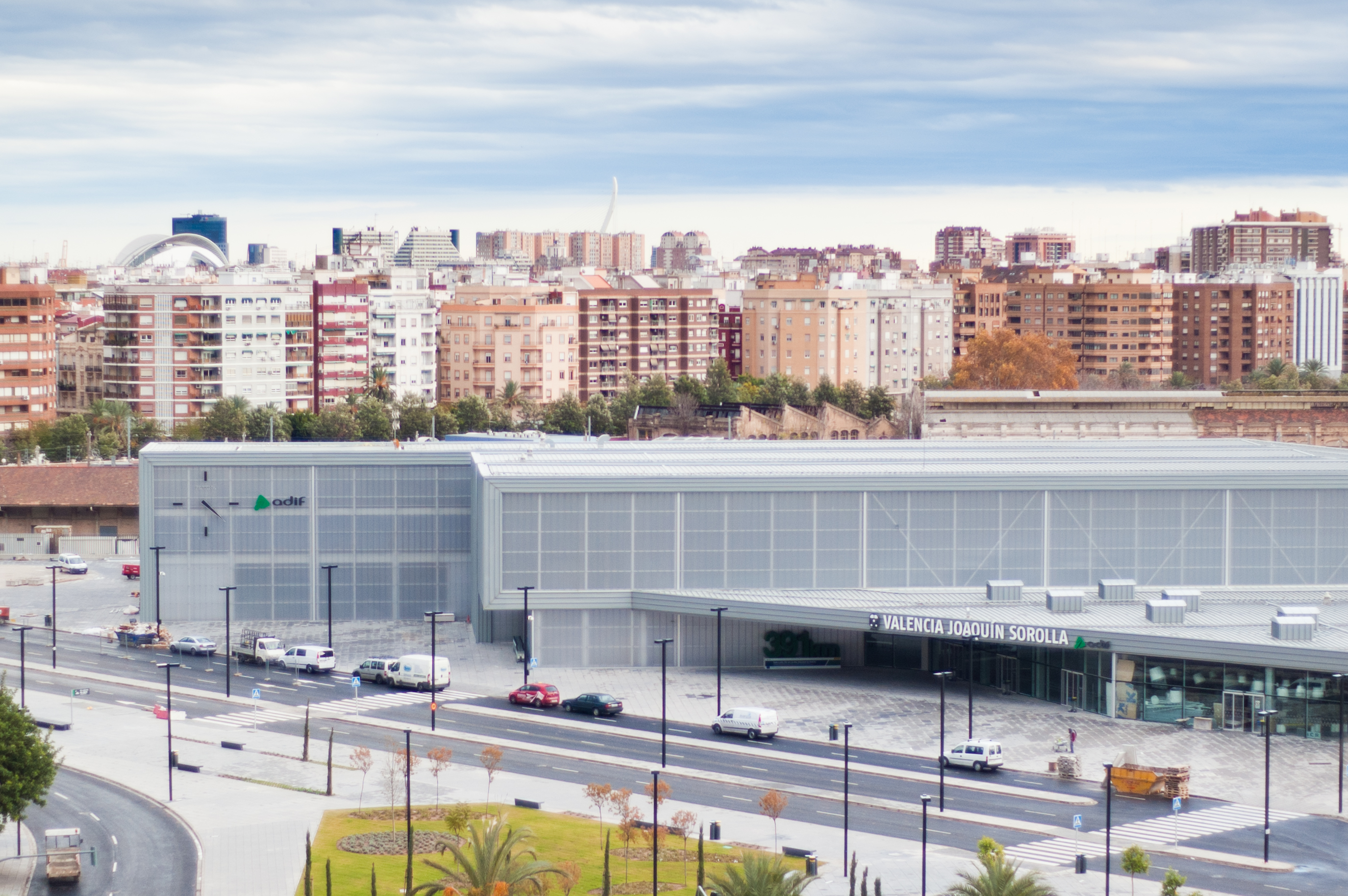
Den temporära järnvägsstationen i Valencia som skall användas under tiden Valencia Nord renoveras och byggs om.

### Madrid-Sevilla
Mellanstopp i Ciudad Real, Puertollano och Córdoba.

### Madrid-Barcelona
Mellanstopp i Guadalajara, Calatayud, Zaragoza, Lleida och Tarragona.

### Madrid-Figueres/Vilafant
Mellanstopp i Guadalajara, Calatayud, Zaragoza, Lleida, Tarragona, Barcelona och Girona.

### Madrid-Huesca
Mellanstopp i Guadalajara, Calatayud, Zaragoza och Tardienta.

### Madrid-Málaga
Mellanstopp i Ciudad Real, Puertollano, Córdoba, Puente Genil-Herrera och Antequera.

### Madrid-Valencia
Mellanstopp i Cuenca och Requena/Utiel.

### Madrid-Alicante
Mellanstopp i Cuenca, Albacete och Villena.

### Sevilla-Valencia
Mellastopp i Córdoba, Puertollano, Ciudad Real och Cuenca. 

### Madrid-León
Mellanstopp i Valladolid och Palencia. 

### Madrid-Ourense
Mellanstopp i Zamora. 

### Barcelona-Sevilla
Mellanstopp i Tarragona, Lleida, Zaragoza, Ciudad Real, Puertollano och Córdoba.

### Barcelona-Málaga
Utan mellanstopp.

### Barcelona-Paris
Mellanstopp i Girona, Figueres/Vilafant, Perpignan, Narbonne, Béziers, Montpellier, Nimes och Valence. Denna linje trafikeras även av TGV. 

### Barcelona-Lyon
Mellanstopp i Girona, Figueres/Vilafant, Perpignan, Narbonne, Béziers, Montpellier, Nimes och Valence. Denna linje trafikeras även av TGV. 